# Tomás de España Sotelo
Tomás de España Sotelo (Alacant, 1805 -14 de febrer de 1877) va ser un polític valencià, diputat a Corts i alcalde d'Alacant en la primera meitat del segle xix.
Pertanyia a una família benestant, comerciants importadors de bacallà i de sucre i posseïdors de terres a Almoradí, Elx i Vilafranquesa. De molt jove, però, va tenir inquietuds polítiques i es va adherir al Partit Progressista, del que en fou cap provincial i amb el qual fou escollit diputat a les Corts Espanyoles per Alacant de 1842 a 1844. Entre 1836 i 1855 va ser tinent, capità i després comandant de la Milícia Nacional.
També va ser alcalde d'Alacant el 1842-1843 i el 1848-1852. Va impulsar la construcció del teatre Principal d'Alacant i fou president del Casino d'Alacant diverses ocasions entre 1853 i 1861. Des de 1852 va ser membre de la Societat per la construcció del Ferrocarril d'Alacant a Almansa, membre del consell d'administració de la Companyia dels Ferrocarrils de Madrid a Saragossa i a Alacant (MZA) i inspector general d'aquesta línia en 1868. El 1856 fou diputat a la Diputació d'Alacant i membre de la Junta de Comerç. Es presentà novament a les eleccions a Corts en 1863, però no fou escollit. Vinculat al general Joan Prim i Prats, el 1867 va participar en conspiracions contra la monarquia, raó per la qual fou tancat al Castell de Santa Bàrbara. En produir-se la revolució de 1868 va presidir la Junta Revolucionària d'Alacant i fou nomenat administrador econòmic de la província d'Alacant, càrrec que va perdre amb la proclamació de la Primera República Espanyola.
En els darrers anys de la seva vida va passar penúries per haver gastat bona part de la seva fortuna en la seva carrera política i en ajudar a nombrosos exiliats i represaliats.